# Nicolaus Clenardus
 (février 2025).
Nicolas Cleynaerts, connu dans la République des Lettres sous le nom de Nicolaus Clenardus, et appelé dans les lettres françaises Nicolas Clénard (né le 5 décembre 1495 à Diest - mort en 1542), est un humaniste, voyageur, savant arabisant et écrivain flamand de langue latine.

## Biographie
Né à Diest dans le Brabant, le 5 décembre 1495, il est immatriculé à l'Université de Louvain le 31 août 1512, comme étudiant à la Paedagogium Porci. Il embrasse l’état ecclésiastique, et se livre surtout à l’étude des langues anciennes. Il suit les cours de Guillaume Barlandus et à la fin de ses études est nommé, pour 10 ans, président du collège de Houterlé à Louvain. Il enseigne l'hébreu et le grec au Collège des Trois-Langues. Ce fut dans le même temps qu’il conçut le projet d’étudier l’arabe, afin d’approfondir l’hébreu, dont un grand nombre de mots se retrouve dans cette langue. Sans le secours d’aucun maître, sans autre moyen qu’un désir ardent de savoir, et le Psautier de Nebio, il parvint à connaître les lettres arabes, à décomposer les mots et à se former un dictionnaire. Tandis qu’il était tout entier dans cette étude, Fernand Colomb, qui avait amassé une énorme bibliothèque et cherchait des érudits polyglottes pour en faire le catalogue, passa par Louvain, et proposa à Clénard, dont le mérite s’annonçait avec un grand éclat, de l’accompagner à Séville. Cette proposition fut acceptée avec d’autant plus d’empressement, que Clénard avait éprouvé quelques désagréments à Louvain, et qu’il espérait trouver en Espagne des moyens efficaces pour se perfectionner dans l’arabe. Il partit pour ce Royaume vers 1532, passa par Paris, où il vit Budé, et se rendit à Salamanque, où il subsista quelque temps en enseignant le grec, le latin et l’hébreu, sans abandonner l’arabe. A l’invitation de l’évêque de Cordoue, il suivit l’éducation du fils du vice-roi de Naples. Quelque temps après, il accepta une chaire dans l’Université de Salamanque, et il y avait douze jours qu’il y professait, lorsqu’il fut appelé par le roi de Portugal, Jean III, pour achever l’éducation de son frère, depuis roi sous le nom de Henri Ier. Quatre ans après son arrivée à Évora, le prince, son élève, ayant été nommé à l’archevêché de Braga, il l’y accompagna, et professa le latin dans le collège fondé par lui dans cette ville, jusqu’à l’arrivée de Johannes Vasaeus. Toujours dominé par son goût pour l’arabe, il ne songeait qu’au moyen de se perfectionner dans cette langue. Il est impossible de faire connaître tous les sacrifices, toutes les démarches qu’il fit pour rencontrer quelqu’un qui connût bien cette langue et pût la lui enseigner ; enfin le gouverneur de Grenade, sous la condition qu’il apprendrait le grec à son fils, lui facilita les moyens de recevoir des leçons d’arabe d’un esclave maure qui était à Almería. Cependant l’instruction qu’il recevait ne répondant pas à ses espérances, Clénard s’embarqua pour l’Afrique, et arriva à Fès le 4 mai 1540. Tels avaient été ses efforts qu’il fut en état de soutenir une conversation en arabe avec le roi de cette ville, à qui on le présenta. Il y resta près d’un an et demi, et mourut à son retour à Grenade, en 1541. Il a été enterré dans l’Alhambra.

## Œuvres
- Tabula in grammaticam hebræam, Louvain, 1529, in-8° : cette grammaire, quoique très imparfaite, obtint beaucoup de succès, à cause de l’esprit de méthode qui y règne. Jean Cinquarbres, professeur d’hébreu au Collège royal de France, en a donné une nouvelle édition, corrigée et enrichie de notes, en 1564 ; elle a été réimprimée plusieurs fois.
- Institutiones linguæ græcæ, Louvain, 1550 : l’épître dédicatoire est datée de Louvain, avril, 1530. Clénard composa cette grammaire en s’aidant des conseils de Rescius ; dès 1528, il avait commencé à l’écrire, et il voulait la faire imprimer en 1529. Nous ignorons ce qui l’en empêcha. Cet ouvrage, que Clénard ne put perfectionner, obtint néanmoins le plus grand succès. Il s’en fit de nombreuses réimpressions, et plusieurs savants hommes, parmi lesquels on compte Sylburg, Antesignan, Henri Estienne, R. Guillon, Vossius, etc., ne dédaignèrent point d’en donner des éditions et de les enrichir de notes. (voy. Fabricius, Bibliot. græc.) On estime surtout l’édition donnée par G. J. Vossius, en 1632, et depuis réimprimée plusieurs fois. La grammaire de Clénard, plus ou moins corrigée et augmentée, fut reçue dans les collèges de France jusqu’au moment où Furgault publia la sienne, et encore soutint-elle quelque temps la concurrence.
- Meditationes græcanicæ, Louvain, 1531 : la dédicace est datée de juillet 1551 ; elles obtinrent moins de succès que sa grammaire. Ces méditations ne contiennent rien autre chose que le texte de la lettre de S. Basile à S. Grégoire, De vita in solitudine agenda ; ce texte est accompagné d’une version littérale et d’une analyse grammaticale.
- Epistolarum libri duo, Louvain, 1550, in-8°. L’édition de 1551, ibid., est moins rare. L’éditeur est Masson le jeune, fils de ce Latomus à qui les premières lettres de Clénard sont adressées. La 1re édition ne contenait que les lettres à Masson et à Hoverius ; la 2e comprenait toutes celles qui, avec ces premières, composent le premier livre dans les éditions postérieures à 1556. Vers cette époque, Ch. Lécluse rapporta d’Espagne plusieurs lettres de Clénard, dont il donna une copie à Plantin, et celui-ci les publia à Anvers, en 1566, in-8°, sous ce titre : Nic. Clenardi epistolarum libri duo : ces lettres, écrites dans un latin peu correct, mais où les qualités du cœur et de l’esprit brillent à chaque page, sont d’une lecture très agréable, et supérieures à celles de Busbecq. L’un écrivait en homme d’état ; l’autre, homme d’esprit, et doué de beaucoup de sensibilité et de gaîté, assaisonne ses lettres, ou de ces effusions de sentiment qui captivent l’intérêt, ou de ces saillies heureuses, de ces rapprochements ingénieux qui ôtent aux discussions littéraires leur sécheresse et leur monotonie. Celles qui sont adressées à Masson et à Vasaeus se distinguent surtout par ces qualités. On voit, par quelques-unes de ces lettres, que Clénard goûtait beaucoup l’idée d’apprendre le grec et le latin par l’usage, sans entrer dans les subtilités de la théorie grammaticale.
- Outre ces ouvrages imprimés, on attribue encore à Clénard une grammaire latine et une grammaire arabe restées manuscrites. Il parle de ce dernier ouvrage dans ses lettres, ainsi que d’un lexique arabe qu’il venait d’achever. Son intention était, à son retour à Louvain, d’y professer l’arabe, de traduire le Coran, d’en composer la réfutation dans la même langue, de la faire imprimer et répandre dans tout l’Orient. Cette idée, née de sa piété vive et sincère, le soutenait, le charmait dans ses fatigues et ses travaux ; il y revient souvent dans le cours de ses lettres, et déclare l’intention où il était de travailler toute sa vie à exécuter cette pieuse entreprise. Callenberg a célébré ses efforts dans une petite pièce ayant pour titre : Nic. Clenardi circa Muhammedanorum ad Christum conversionem conatus, Halle, 1742, in-8°.